# Beta Doradus
Beta Doradus (β Doradus / β Dor) è la seconda stella più luminosa della costellazione del Dorado, dopo α Doradus. È una variabile cefeide, la cui luminosità varia dalla magnitudine 3,46 alla 4,08 in un periodo di circa 10 giorni (9,8426 giorni). La variabilità di questa stella è visibile a occhio nudo, come avviene anche in altre Cefeidi, come Eta Aquilae, Zeta Geminorum o X Sagittarii.

## Osservazione
La sua posizione è fortemente australe e ciò comporta che la stella sia osservabile prevalentemente dall'emisfero sud, dove si presenta circumpolare già dalle regioni temperate; dall'emisfero nord la sua visibilità è invece limitata alle regioni temperate meridionali e alla fascia tropicale
Nonostante la sua natura di variabile, la si può osservare anche dai piccoli centri urbani senza difficoltà, sebbene un cielo non eccessivamente inquinato sia maggiormente indicato per la sua individuazione.
Il periodo migliore per la sua osservazione nel cielo serale ricade nei mesi compresi fra fine ottobre e aprile; nell'emisfero sud è visibile per un periodo maggiore, grazie alla declinazione australe della stella, mentre nell'emisfero nord può essere osservata in particolare durante i mesi dell'estate boreale.

## Caratteristiche fisiche
Come tutte le altre Cefeidi, Beta Doradus è una supergigante gialla il cui tipo spettrale varia da F6 a G5 a causa di un cambiamento della temperatura superficiale. Quella media misura circa 6000 K, mentre il suo raggio si aggira tra i 50 e i 65 raggi solari; ruota su se stessa alla velocità di rotazione proiettata di circa 6 km/s. L'età di Beta Doradus è stimata in soli 60 milioni di anni, ed è ormai in una fase avanzata della sua esistenza.
La metallicità è analoga a quella solare ([Fe / H] = -0,01): per quanto riguarda alcuni elementi chimici valutati, il gadolinio è del 60% più abbondante, mentre, al contrario, le quantità di carbonio e magnesio sono circa la metà di quelle presenti nel Sole.
La misura della parallasse, effettuata con il Telescopio Spaziale Hubble, pone questa stella a una distanza di circa 1040 anni luce.